# Сагонь
Сагонь (ромш. Sagogn) — громада  в Швейцарії в кантоні Граубюнден, регіон Сурсельва.

## Географія
Громада розташована на відстані близько 140 км на схід від Берна, 22 км на захід від Кура.
Сагонь має площу 6,9 км², з яких на 9,4% дозволяється будівництво (житлове та будівництво доріг), 19,1% використовуються в сільськогосподарських цілях, 59% зайнято лісами, 12,5% не є продуктивними (річки, льодовики або гори).

## Демографія
2019 року в громаді мешкало 728 осіб (+8,5% порівняно з 2010 роком), іноземців було 9,5%. Густота населення становила 105 осіб/км².
За віковим діапазоном населення розподілялося таким чином: 21,6% — особи молодші 20 років, 55,4% — особи у віці 20—64 років, 23,1% — особи у віці 65 років та старші. Було 322 помешкань (у середньому 2,3 особи в помешканні).
Із загальної кількості 109 працюючих 12 було зайнятих в первинному секторі, 21 — в обробній промисловості, 76 — в галузі послуг.